# PFC Septemvri Sofia
El PFC Septemvri Sofia (en búlgaro: ПФК Септември София) es un club de fútbol de Sofía, Bulgaria. Fue fundado el 5 de noviembre de 1944 y actualmente juega en la A PFG tras ascender en la temporada 2023/24. Sus partidos de local los juega en el Birtritsa Stadium en Sofía.
El mayor logro del club ha sido ganar la Copa de Bulgaria en 1960 y finalizar quinto en la Liga A de Bulgaria en la misma temporada. Septemvri Sofia es conocido por la calidad de sus academias para juveniles que a través de los años ha desarrollado a jugadores para los equipos de primer nivel y para la Selección de fútbol de Bulgaria.

## Historia

### Fundación y primeros años
El 5 de noviembre de 1944 los clubes de Sportclub, Sokol y Vazrazhdane se unen bajo el nombre de FC Septemvri Sofia. El 26 de marzo de 1945, clubes adicionales de las ciudades de Botev (Konyovitsa), Ustrem (Zaharna fabrika), Pobeda (Krasna Polyana), y Svoboda (Tri kladentsi) se unen en el club. En mayo de 1948, el club, entonces jugando en la primera división de Sofía, se fusionó brevemente con el CDV/Chavdar Sofía, de segunda división, y el club unificado gana el Campeonato de Bulgaria de 1948 al superar al Levski Sofia en la final.
El Septemvri comenzó la temporada 1948-49 en el recién formado Grupo Republicano de Fútbol A, pero solo seis meses después se separa del CDV (Chavdar) y se retira de la división, con el título actual dado a CDNV, el nuevo nombre de Chavdar, que finalmente se convertirá en el CSKA Sofia. Al final de la temporada 1948-49, el Septemvri participa en un play-off de dos partidos para entrar en la primera división contra el Marek Duptinsa. Después de que ambos partidos terminasen con una victoria de 2-0 para cada equipo, se juega un tercer partido en el que Septemvri cae 1-0 y permanece en la segunda división.

### Problemas de identidad
De 1949 a 1969, el Septemvri existe como un club independiente, período durante el cual alcanza el auge de su éxito. En 1959, el club termina primero en el B PFG y es ascendido a la primera división para la temporada 1959-60. Esa misma temporada el Septemvri termina en el quinto lugar y se proclamó campeón de la Copa de Bulgaria después de una dramática victoria 4-3 sobre el Lokomotiv Sofia en el tiempo extra. La estancia del club entre la élite dura sólo dos años, ya que en 1961 es relegado al B PFG, donde permanece hasta 1968.
En 1969, durante otro período de la reforma del fútbol en Bulgaria, el Septemvri se fusionó de nuevo con el CSKA Sofia. Esta unificación continuó por casi 20 años, hasta 1988, cuando el club volvió a independizarse y se unió a la V AFG. En 1993, el Septemvri ganó una promoción a la B PFG. En 1998, el club se convirtió en el campeón de la B PFG y se unió a la élite por primera vez desde 1961. Terminó en el 16 lugar y fue relegado de nuevo.
Durante la temporada 2000-01, el club terminó en el puesto 13.º en el B PFG y quedó relegado al V AFG, donde permaneció hasta 2008. En marzo de 2008, el club fue fuertemente penalizado tras un partido escandaloso contra el FC Bansko, cuando el entrenador Rumen Stoyanov ordenó a sus jugadores abandonar el campo, una ofensa grave de acuerdo con las regulaciones de la Unión Búlgara de Fútbol. Con una decisión ejecutiva, la federación retiró al Septemvri del V AFG y lo colocó en el OFG, el Grupo Regional de Fútbol de Sofia. A pesar de este revés, el club alcanzó el primer lugar en la división en la campaña 2008-09 y calificado para un partido de play-off para incorporarse al V AFG contra el FC Novi Iskar. Después de un empate sin goles en el tiempo reglamentado, el Septemvri perdió la tanda de penaltis (5-4).

### Nueva era del club
En 2015, Rumen Chandarov, propietario de la Academia Deportiva DIT, una de las mejores academias de fútbol búlgaras de los últimos años, anunció que era el nuevo propietario del Septemvri, con el objetivo de conseguir que los jóvenes compitan en la Primera Liga de Fútbol Profesional de Bulgaria. El equipo se fusionó con el Conegliano German y comenzó la temporada 2015-16 del Grupo V. Nikolay Mitov fue nombrado director del equipo. A finales del 2015 se decidió que el equipo daría una mayor oportunidad a sus jugadores sub-19. Algunos medios de comunicación anunciaron que Chandarov dejaría de financiar al equipo debido al hecho de que también comenzó a financiar al Botev Plovdiv, pero Chandarov desmintió los rumores.
El 24 de junio de 2016, el Pirin Razlog se fusionó con el PFC Septemvri Sofia. Desde la nueva temporada 2016-17 el Septemvri compitió en la segunda división del fútbol búlgaro. El Septemvri volvió a la Copa de Bulgaria y se emparejó con el Beroe Stara Zagora. Sensacionalmente ganaron el partido el 21 de septiembre de 2016 con 2-0, goles marcados por Georgi Stoichkov y Petar Tonchev. El equipo terminó su temporada en la Segunda Liga en el segundo lugar a dos puntos de los ganadores del grupo, el Etar, y se clasificó para los play-off de la promoción contra el Montana. El equipo ganó el play-off el 3 de junio de 2017 con un resultado final de 2-1 y regresó a la primera división después de 19 años.

## Símbolos del club

### Escudo

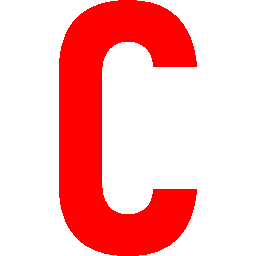
1950–1952
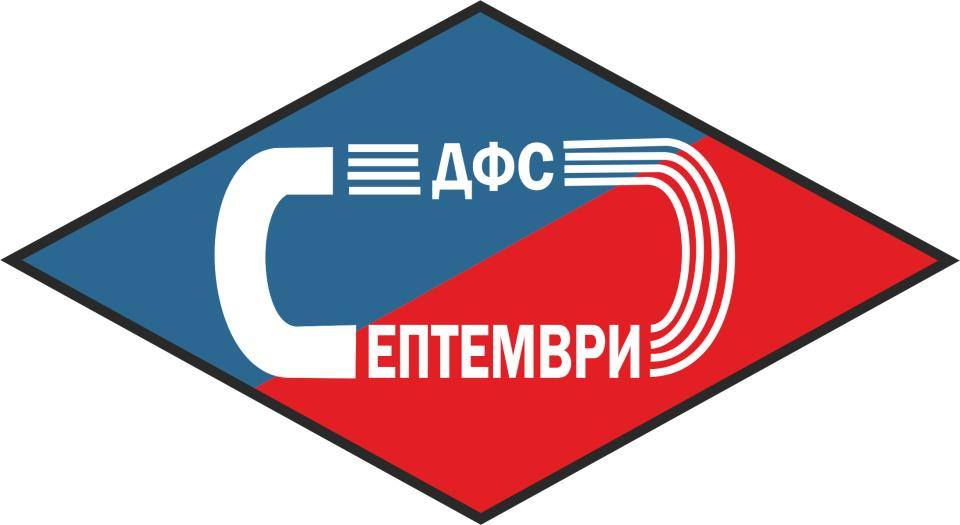
1957–1959
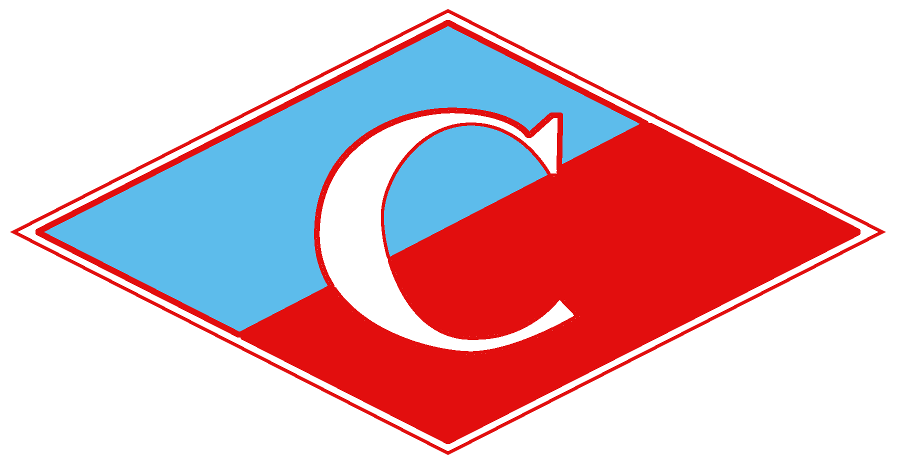
1959–1969
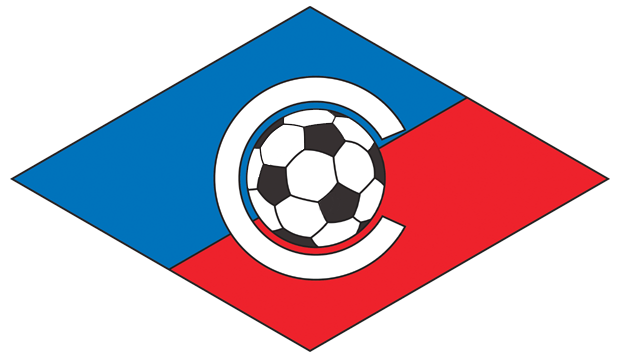
1988–2015

### Uniforme y colores
De 1944 a 1990 el color principal del equipo fue el rojo con blanco o azul. De 1990 a 2010 el color principal del equipo fue de color púrpura, pero en el período entre 2001 y 2007 utilizaron el blanco con colores rojos. Desde 2011 el primer uniforme es de color rojo oscuro.
| Periodo   | Firma deportiva | Patrocinador |
| --------- | --------------- | ------------ |
| 1990–1995 | Adidas          | Canel        |
| 1995–1997 | Puma            | Canel        |
| 1997–1999 | Puma            | Bingbul      |
| 1999–2001 | Reusch          | Bingbul      |
| 2001–2010 | Desconocido     | Ninguno      |
| 2010–2011 | Mitre           | Ninguno      |
| 2011–2013 | Givova          | Ninguno      |
| 2013–2015 | Sportika        | Ninguno      |
| 2015–2017 | Joma            | Ninguno      |
| 2017–     | Uhlsport        | Efbet        |

## Palmarés
- B PFG (4): 1955−56, 1958−59, 1997−98, 2021-22
- V PFG: (1): 1992−93
- Copa de Bulgaria (1): 1959–60

## Entrenadores
| Años      | Nombre                   | Títulos            |
| --------- | ------------------------ | ------------------ |
| 1944–1946 | Dimitar Dimitrov         |                    |
| 1946      | Milos Strujka            |                    |
| 1947–1948 | Hristo Nelkov            |                    |
| 1948–1949 | Anton Kuzmanov           |                    |
| 1951–1953 | Ivan Radoev              |                    |
| 1953–1957 | Atanas Dinev             |                    |
| 1957–1959 | Lozan Kotsev             |                    |
| 1959–1961 | Trendafil Stankov        | 1 Copa de Bulgaria |
| 1961–1964 | Sergy Yotsov             |                    |
| 1964–1969 | Stoyan Petrov            |                    |
| 1969–1988 | fusión con el CSKA Sofia |                    |
| 1988–1990 | Alyosha Dimitrov         |                    |
| 1990–1992 | Angel Rangelov           |                    |
| 1992–1993 | Pavel Panov              |                    |
| 1993–1994 | Sergey Todorov           |                    |
| 1994–1995 | Stefan Grozdanov         |                    |

| Años      | Nombre               | Títulos |
| --------- | -------------------- | ------- |
| 1995      | Yordan Yordanov      |         |
| 1995–2000 | Pavel Panov (2)      |         |
| 2000–2003 | Bisser Hazday        |         |
| 2003–2005 | Rumen Traykov        |         |
| 2006–2007 | Rumen Stoyanov       |         |
| 2008      | Ognyan Abadzhiev     |         |
| 2008–2009 | Yordan Yordanov      |         |
| 2009–2010 | Mihail Mihailov      |         |
| 2010–2013 | Tsvetan Atanasov     |         |
| 2013–2015 | Mihail Mihailov (2)  |         |
| 2015–2016 | Nikolay Mitov        |         |
| 2016      | Hristo Arangelov     |         |
| 2016–2017 | Nikolay Mitov (2)    |         |
| 2017      | Hristo Arangelov (2) |         |
| 2017      | Dimitar Vasev        |         |
| 2017–2018 | Nikolay Mitov (3)    |         |
| 2018–2019 | Hristo Arangelov (3) |         |
| 2019-     | Slavko Matic         |         |